# Liste der Nummer-eins-Hits in Portugal
Die Nummer-eins-Hits der Musikbranche in Portugal werden wöchentlich ermittelt. Als Maßstab gelten die Verkaufszahlen der Singles und Alben.
Die Liste ist nach Jahren aufgeteilt.